# Marquesado de Aguilafuente
El marquesado de Aguilafuente es un título nobiliario español  de carácter hereditario concedido por el rey Felipe II de España en 1572 a favor de Pedro de Zúñiga.
Su nombre se refiere al municipio castellano-leonés de Aguilafuente, en la provincia de Segovia.

## Marqueses de Aguilafuente
|                        | Titular                                                  | Periodo                |
| Creación por Felipe II | Creación por Felipe II                                   | Creación por Felipe II |
| ---------------------- | -------------------------------------------------------- | ---------------------- |
| I                      | Pedro de Zúñiga                                          | 1572-¿?                |
| II                     | Pedro de Zúñiga y Enríquez                               | ¿?-1594                |
| III                    | Juan Luis de Zúñiga y Enríquez                           | 1594-1612              |
| IV                     | Pedro Luis de Zúñiga y Enríquez                          | 1612-1668              |
| V                      | Manuel de Zúñiga y Ramírez de Arellano                   | 1670-¿?                |
| VI                     | José Antonio López de Zúñiga y Ayala                     | ¿?-1702                |
| VII                    | Baltasar de Zúñiga y Ayala                               | 1702-1710              |
| VIII                   | Valerio Antonio de Zúñiga y Ayala                        | 1710-1750              |
| IX                     | Valerio de Zúñiga y Arellano                             | 1750-1751              |
| X                      | María Vicenta de Zúñiga Ramírez de Arellano y Pacheco    | 1751-1773              |
| XI                     | María de la Portería Osorio de Moscoso de Zúñiga         | 1773-1776              |
| XII                    | Manuel Bernardino de Carvajal y Zúñiga                   | 1776-1783              |
| XIII                   | Ángel María de Carvajal y Gonzaga                        | 1783-1793              |
| XIV                    | Manuel Guillermo de Carvajal y Fernández de Córdoba      | 1793-1816              |
| XV                     | Ángel María de Carvajal y Fernández de Córdoba y Gonzaga | 1816-1839              |
| XVI                    | Ángel María de Carvajal y Téllez-Girón                   | 1839-1845              |
| XVII                   | Vicente de Carvajal y Téllez-Girón                       | 1845-1899              |
| XVIII                  | Manuel de Carvajal y Hurtado de Mendoza Téllez-Girón     | 1899-1936              |
| XIX                    | Ramón Colón de Carvajal y Hurtado de Mendoza             | 1936-1941              |
| XX                     | Cristóbal Colón de Carvajal y Maroto                     | 1941-1986              |
| XXI                    | Diego Colón de Carvajal y Gorosábel                      | 1988-hoy               |

- Pedro de Zúñiga, I marqués de Aguilafuente.[2] Era hijo natural, —legitimado por el rey Carlos I en real carta, refrendada en 1528—, de Pedro de Zúñiga y Manrique de Lara, I conde de Ayamonte y II conde de Bañares.[3]

Casó con Teresa Enríquez de Zúñiga, hija de Francisco de Zúñiga Avellaneda y Velasco, III conde de Miranda del Castañar, grande de España, y de María Enríquez de Cárdenas. Le sucedió su hijo:
- Pedro de Zúñiga y Enríquez (m. c. 1594), II marqués de Aguilafuente.Testó el 19 de diciembre de 1593.[3]

Casó con Ana Enríquez de Cabrera. Le sucedió su hijo:
- Juan Luis de Zúñiga y Enríquez (1580-Baza, 1612), III marqués de Aguilafuente.[5]

Casó con Juana Clara Enríquez López-Portocarrero. Le sucedió su hijo;
- Pedro Luis de Zúñiga y Enríquez (m. La Coruña, 20 de octubre de 1668) IV marqués de Aguilafuente.[5]

Casó con Juana Antonia Ramírez de Arellano. Le sucedió en sus títulos y estado, en 1670, su hijo:
- Manuel de Zúñiga y Ramírez de Arellano, V marqués de Aguilafuente.[5]

Casó con Francisca de Ayala y Osorio, III condesa de Villalba. Le sucedió su hijo:
- José Antonio López de Zúñiga y Ayala (Aguilafuente, 29 de enero de 1652-Valladolid, 1702),[7] VI marqués de Aguilafuente[8] y IV conde de Villalba.[6]

Sin descendencia, le sucedió su hermano:
- Baltasar de Zúñiga y Ayala (Cuéllar, 28 de diciembre de 1657[9]-c. 1710), VII marqués de Aguilafuente[10] y V conde de Villalba.[6]

Murió soltero después de haber testado el 2 de febrero de 1710. Le sucedió su hermano:
- Valerio Antonio de Zúñiga y Ayala (m. 26 de enero de 1750), VIII marqués de Aguilafuente[11] y VI conde de Villalba.[6]

Casó, en mayo de 1707, siendo su segundo esposo, con Ana María Manuela Fernández de Córdoba Pimentel y Fernández de Córdoba (1688-1726), IX marquesa de Távara, VI condesa de Villada y señora de Villafáfila, hija de Francisco Fernández de Córdoba, VIII duque de Sessa y VI duque de Baena, y de Ana María Pimentel de Córdoba, VI marquesa de Távara.  Le sucedió su hijo:
- Valerio de Zúñiga y Fernández de Córdoba (m. 11 de febrero de 1751),[13] IX marqués de Aguilafuente,[7][14] XII conde de Aguilar de Inestrillas,[13] VII conde de Villalba[14] y XVI señor de los Cameros.[14]

Casó, en, 1730, con María Antonia Pacheco y Téllez-Girón, hija de los V duques de Uceda. Sucedió su hija:
- María Vicenta de Zúñiga Ramírez de Arellano y Pacheco (m. 1773), X marquesa de Aguilafuente,[15] XIII condesa de Aguilar de Inestrillas, VIII condesa de Villalba y XVII señora de los Cameros.[15][14]

Casó con Vicente Osorio de Moscoso, gentilhombre de cámara, embajador en Turín y en Viena. Le sucedió su hija:
- María de la Portería Osorio de Moscoso de Zúñiga (m.  1773), XI marquesa de Aguilafuente desde 1771,[14] XIV condesa de Aguilar de Inestrillas,  IX condesa de Villalba y XVIII señora de los Cameros.[14]

Casó, en Madrid, el 4 de mayo de 1774, con Francisco de Paula de la Cerda y Cernesio, hijo de los condes de Parcent. Sin descendencia, le sucedió su tío segundo.
- Manuel Bernardino de Carvajal y Zúñiga (Cáceres, 13 de diciembre de 1739-Cáceres, 6 de diciembre de 1783),[16] XII marqués de Aguilafuente,[17][15] V marqués de Sardoal,[17] V duque de Abrantes,[18] VI duque de Linares,[17] VI marqués de Puerto Seguro, X conde de Villalba,[17] VII marqués de Valdefuentes, IV conde de la Quinta de la Enjarada, VI conde de la Mejorada, XV conde de Aguilar de Inestrillas, XIX señor de los Cameros [17] y consiliario de la Real Academia de Bellas Artes de San Fernando desde 1770.[16] Era hijo de Juan Antonio de Carvajal y Láncaster, IV marqués de Sardoal,[17] IV duque de Abrantes,[18] V duque de Linares,[17] VI marqués de Valdefuentes, V marqués de Puerto Seguro, V conde de la Mejorada y III conde de la Quinta de la Enjarada,[17] y de su esposa, Francisca de Paula de Zúñiga y Arellano.[16]

Casó, el 13 de diciembre de 1758, con María Micaela Gonzaga y Caracciolo (m. 9 de abril de 1777), hija del príncipe Francesco Gonzaga, I  duque de Solferino y de Giulia Quiteria Caracciolo. Le sucedió su hijo:
- Ángel María de Carvajal y Gonzaga (Madrid, 2 de marzo de 1771-13 de mayo de 1793), XIII marqués de Aguilafuente,[17][15] VI marqués de Sardoal,[17] VI duque de Abrantes,[19] VII duque de Linares,[17] VIII marqués de Valdefuentes, VII marqués de Puerto Seguro, VIII marqués de Navamorcuende,[17] V conde de la Quinta de la Enjarada, XVI conde de Aguilar de Inestrillas, VII conde de la Mejorada, XI marqués de Villalba y XX señor de los Cameros.[17]

Casó, en 1788, con María Vicenta Soledad Fernández de Córdoba y Pimentel, hija de Pedro de Alcántara Fernández de Córdoba, XII duque de Medinaceli, y de su segunda esposa, María Petronila de Alcántara Enríquez y Cernesio, VII marquesa de Mancera, grande de España.  Le sucedió su hijo:
- Manuel Guillermo de Carvajal y Fernández de Córdoba (Madrid, 1790-1816),[20] XIV marqués de Aguilafuente,[17] VII duque de Abrantes,[20] VIII duque de Linares,[17] VII marqués de Sardoal, IX marqués de Valdefuentes, VIII marqués de Puerto Seguro, IX marqués de Navamorcuende,[17] VI conde de la Quinta de la Enjarada, XVII conde de Aguilar de Inestrillas, XII conde de Villalba,[17] VIII conde de la Mejorada y XXI señor de los Cameros.[17]

Falleció soltero. Le sucedió su hermano:
- Ángel María de Carvajal y Fernández de Córdoba y Gonzaga (baut. Madrid, iglesia de San Sebastián, 17 de septiembre de 1793-20 de abril de 1839), XV marqués de Aguilafuente,[17] VIII duque de Abrantes,[20] IX duque de Linares,[17] IX marqués de Puerto Seguro, VIII marqués de Sardoal, X marqués de Valdefuentes, X marqués de Navamorcuende,[17] VII conde de la Quinta de la Enjarada, XVIII conde de Aguilar de Inestrillas, IX conde de la Mejorada, XIII conde de Villalba,[17] caballerizo mayor de la reina Isabel II, ballestero y montero mayor.

Casó, el 1 de enero de 1813, en Cádiz, con Manuela Téllez Girón y Pimentel, II condesa de Coquinas, Le sucedió su hijo:
- Ángel María de Carvajal y Téllez-Girón (Madrid, 20 de noviembre de 1815-Madrid, 3 de enero de 1890), XVI marqués de Aguilafuente,[a] IX duque de Abrantes,[20] X duque de Linares,[23] IX marqués de Sardoal, XI marqués de Valdefuentes, X marqués de Puerto Seguro, XI marqués de Navamorcuende,[23] VIII conde de la Quinta de la Enjarada, XIX conde de Aguilar de Inestrillas, X conde de la Mejorada, XIV conde de Villalba.[23]

Casó en primeras nupcias, el 10 de febrero de 1840 con María África Fernández de Córdoba y Ponce de León (m. 1866), hija de Luis Fernández de Córdoba-Figueroa y Aragón, XIV duque de Medinaceli, y de su esposa María de la Concepción Ponce de León y Carvajal.  Contrajo un segundo matrimonio, el 27 de abril de 1874, con Josefa Jiménez Molina Jiménez (m. 1903). En 1845 cedió el título a su hermano:
- Vicente de Carvajal y Téllez-Girón (n. Madrid, 1828-Zaráuz, 4 de octubre de 1899), XVII marqués de Aguilafuente.[25]

Casó con Ramona Hurtado de Mendoza y Ruiz de Otazu. Le sucedió su hijo:
- Manuel de Carvajal y Hurtado de Mendoza Téllez-Girón (Madrid, 25 de septiembre de 1865-17 de septiembre de 1936), XVIII marqués de Aguilafuente,[25] maestrante de Sevilla y Gran Cruz de Carlos III.

Casó, el 9 de septiembre de 1894, en el castillo de Higares en Mocejón, con María del Pilar Colón Aguilera, XIII duquesa de la Vega hija de los XIV duques de Veragua y XIV marqueses de Jamaica. Le sucedió su hijo:
- Ramón Colón de Carvajal y Hurtado de Mendoza (Madrid, 21 de septiembre de 1898-Castillo de Higares, Mocejón, 24 de enero de 1941),[27] XIX marqués de Aguilafuente,[28] XVI duque de Veragua, XIV duque de la Vega, XVI marqués de Jamaica y XVI almirante y adelantado mayor de las Indias.[28]

Casó el 30 de septiembre de 1923, en Madrid, con María Eulalia Maroto y Pérez del Pulgar, hija de Juan Maroto y Polo, I marqués de Santo Domingo, y de Lorenza Pérez del Pulgar y Fernández de Villavicencio. Le sucedió su hijo:
- Cristóbal Colón de Carvajal y Maroto (Madrid, enero de 1925-6 de febrero de 1986), XX marqués de Aguilafuente,[30] XVII duque de Veragua, XV duque de la Vega, XVII marqués de Jamaica, XVII almirante y adelantado mayor de las Indias,[30] gran cruz de la Orden de Isabel la Católica, etc.

Casó el 24 de febrero de 1949, en la iglesia de San Francisco el Grande de Madrid, con María de la Anunciada de Gorosábel y Ramírez de Haro, hija de Jesús de Gorosábel y Mendía y de María de la Anunciada Ramírez de Haro y Álvarez de Toledo. Le sucedió su hijo:
- Diego Colón de Carvajal y Gorosábel (n. Madrid, 4 de octubre de 1949), XXI marqués de Aguilafuente[32] y XVIII duque de Veragua y Almirante y adelantado mayor de las Indias.[33]